# Triclistus meridiator
Triclistus meridiator är en stekelart som beskrevs av Aubert 1984. Triclistus meridiator ingår i släktet Triclistus och familjen brokparasitsteklar. Inga underarter finns listade i Catalogue of Life.